# Lonchaea enderleini
Lonchaea enderleini är en tvåvingeart som beskrevs av Mcalpine 1960. Lonchaea enderleini ingår i släktet Lonchaea och familjen stjärtflugor. Inga underarter finns listade i Catalogue of Life.